# Rüdt von Collenberg

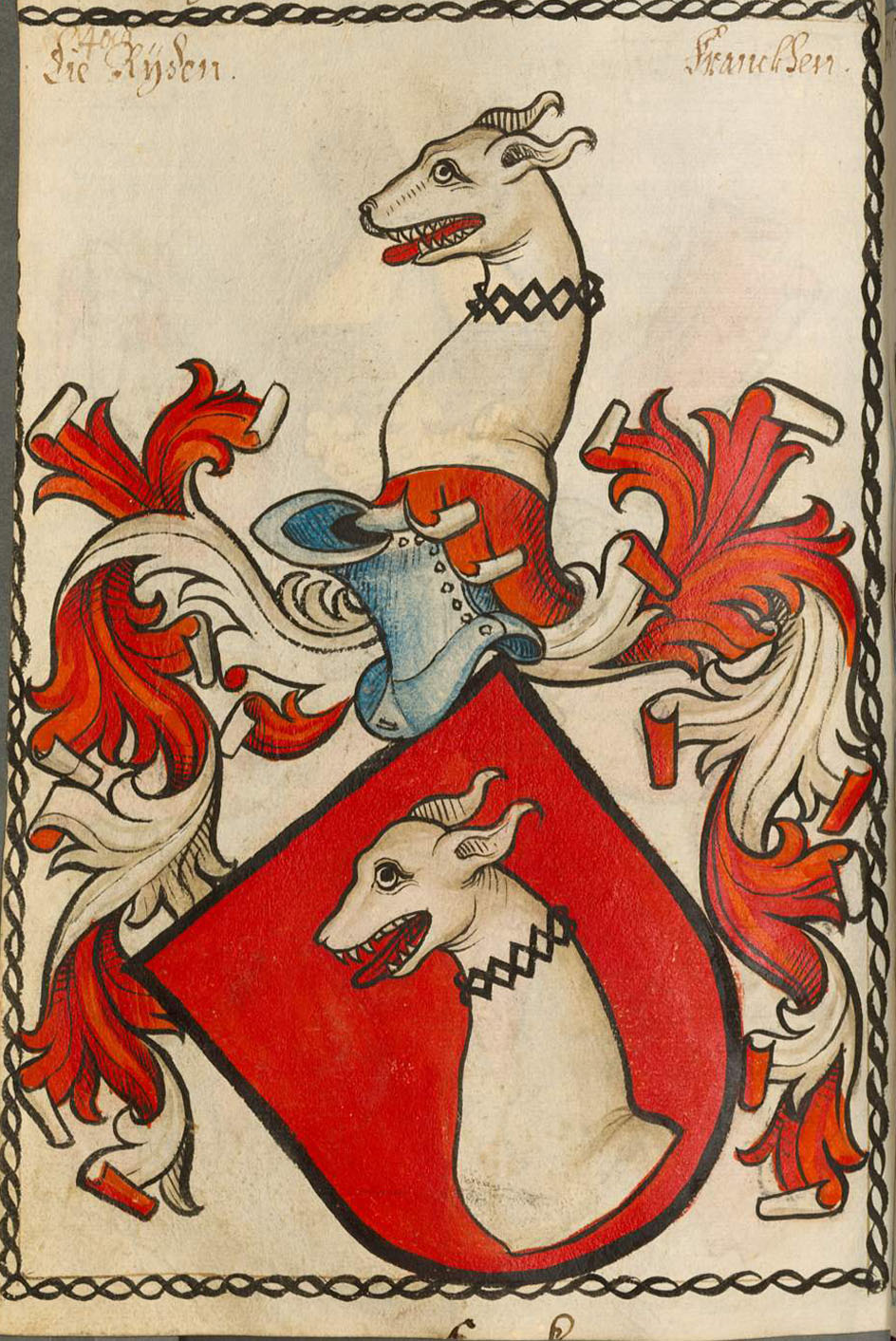
Wappen nach dem Scheibler’schen Wappenbuch

Rüdt von Collenberg ist der Name einer Ministerialenfamilie, die später zur fränkischen Reichsritterschaft gehörte. Ab dem 13. Jahrhundert hatte das niederadelige Geschlecht seinen Sitz in Collenberg. Seit 1197 tritt es unter dem Namen de Amorbach auf. Die Stammreihe beginnt 1222 mit Wipertus de Amorbach, dessen Söhne und Enkel den Beinamen „dictus Ruede“ annehmen.
Während der Collenberger Hauptstamm 1635 abstarb, besteht der Mannesstamm durch die Zweite Eberstädter Linie des Eberhard'schen Stamms sowie die Erste Eubigheimer Linie des Weiprecht'schen Stamms gegenwärtig fort.

## Abstammung
Nach der Familienchronik der Herren Rüdt von Collenberg lebten deren Vorfahren, nach allem was darüber bekannt ist, als steuerbefreite freie Bauern im Gau Wingarteiba und leisteten in kaiserlichen Heeren Reiterdienste. Die hierdurch erworbenen Verdienste wurden belohnt durch zusätzlichen Landbesitz sowie die Verleihung verschiedener Rechte und Einnahmequellen. Die frühen Rüden standen als milites in Diensten der Reichsministerialen Schenken von Schüpf.
Ein 793 im Lorscher Codex erwähnter Gaugraf Ruodi, der zu seinem Seelenheil dem Kloster Lorsch Brachland in Dallau schenkte, soll möglicherweise der Familie zugerechnet werden können. Nachweislich entstammten die Rüden jedoch einer erstmals mit dem Ministerialen Conradus de Walhusen 1134 auftretenden Familie, die sich zunächst de Walhusen später de Amorbach nannte.
Als hochmittelalterliche Siedlung befand sich das namensgebende Walhusen auf dem Areal eines Römerkastells bei Miltenberg. In der Folgezeit erschien der Name Rüd auch Rüde mit zunehmender Häufigkeit als Teilnehmer von Turnieren und als Zeuge auf Urkunden. Aufgeführt unter dem Turnieradel legt das Wappenbuch des Heiligen Römischen Reichs den Rueden von Colnberg die Attribute „gut und alt“ bei.
Nicht zu verwechseln mit den Rüdt von Collenberg und Bödigheim ist die niederadelige Familie von Bödigheim, die vom 14. bis ins 17. Jahrhundert in der näheren Umgebung von Mosbach sowie im Kraichgau zu Hause war und deren Wappen zwei gekreuzte Rebmesser zeigt. Die Vorfahren derer von Bödigheim sind aller Wahrscheinlichkeit nach in den 1236/40 erstmals bezeugten Ministerialen der Dynasten von Dürn, Volknand und Helfrich sowie Otto Zehe von Bödigheim zu suchen.

## Namensdeutung
Rüde steht für einen großen Hund, einen Hatzhund. Über Royde, Rud, Rüd, Rudde, Rüdde, Rude, Rüde, Ruden, Rüden, Rudii, Rudo, Rudyn, entwickelte sich die neuzeitliche, heute feste Schreibweise Rüdt.
In der Wappensymbolik steht der Hund (Rüde, Bracke, Windhund usw.) für den Mondhund Managarm.
Zur Entstehung von Namen und Wappen gibt es zwei Sagen, deren Aussagen darin übereinstimmen, dass neugeborene Knaben des Ritters von Collenberg als Rüden im Main ertränkt werden sollten, jedoch vom heimkehrenden Vater gerettet wurden und seitdem den Namen Rüd von Collenberg und den Rüdenkopf im Wappen führten.

## Geschichte

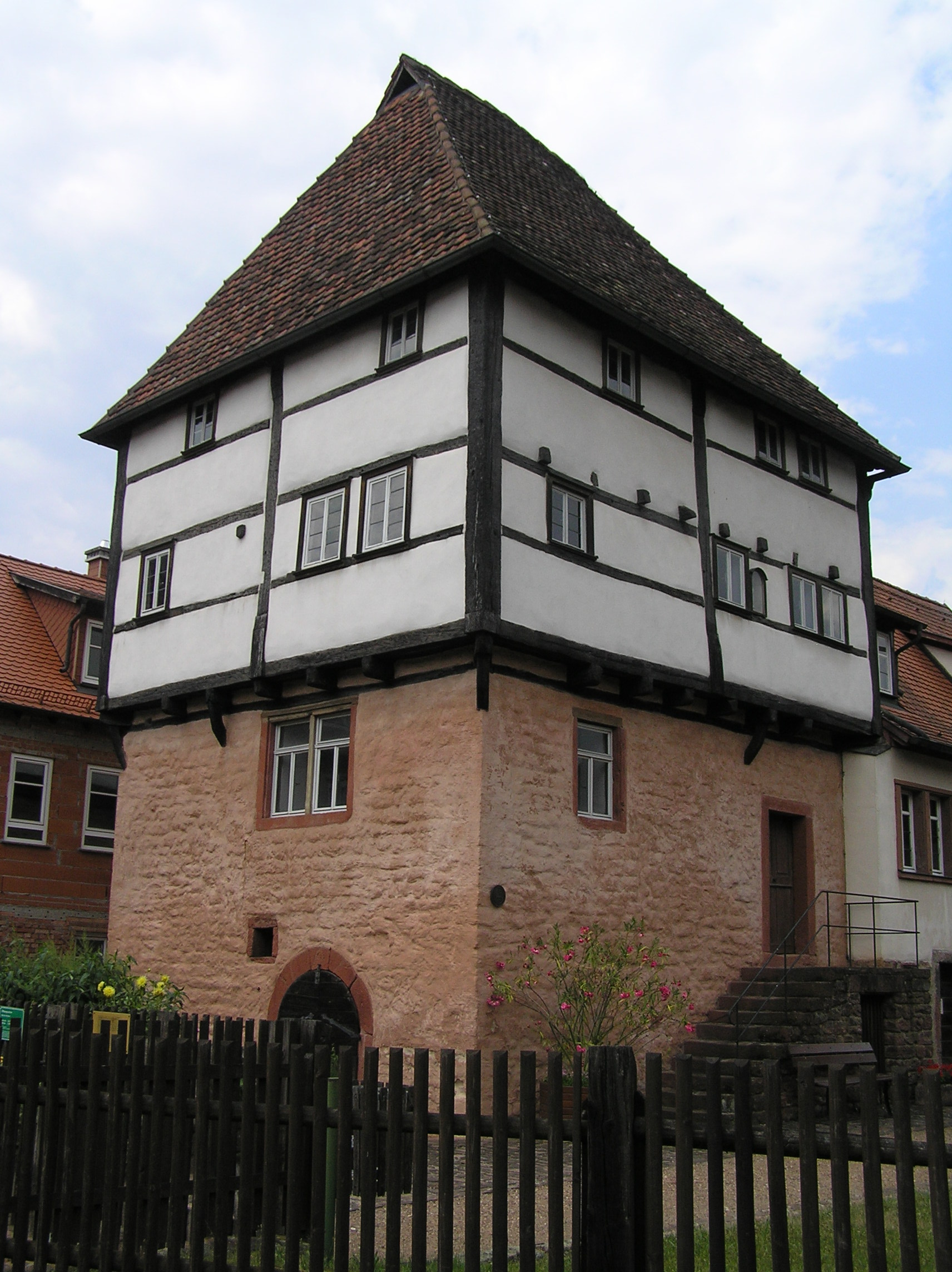
Rüdenhof in Amorbach (sogenanntes Templerhaus)

Der Stammsitz des weit verzweigten Geschlechts der Rüden ist ab etwa 1250 Amorbach, wo die Rüden als Burgmannen der Benediktinerabtei Amorbach einen Burgmannshof, den Rüdenhof errichteten, zunächst als steinernen Wohnturm, dessen Obergeschosse um 1290 durch einen Fachwerkaufsatz ersetzt wurden. Seit dem 18. Jahrhundert wurde der Rüdenhof irrtümlich als „Templerhaus“ bekannt, obwohl er dem Templerorden nie gehört hat.
Ein Zweig siedelte sich in Rüdenau bei Kleinheubach an, wo der Ritter Wipert Rüd von Rüdenau 1285 urkundlich erwähnt wird. Die Familie Rüd ließ hier das Tal roden und Weinberge anlegen. Zu dieser Zeit gehörten die Rüden zu den Dienstleuten der Dynasten von Dürn. Aus Not heraus verkauften die Edelherren sie zwischen 1294 und 1310 an Kurmainz.

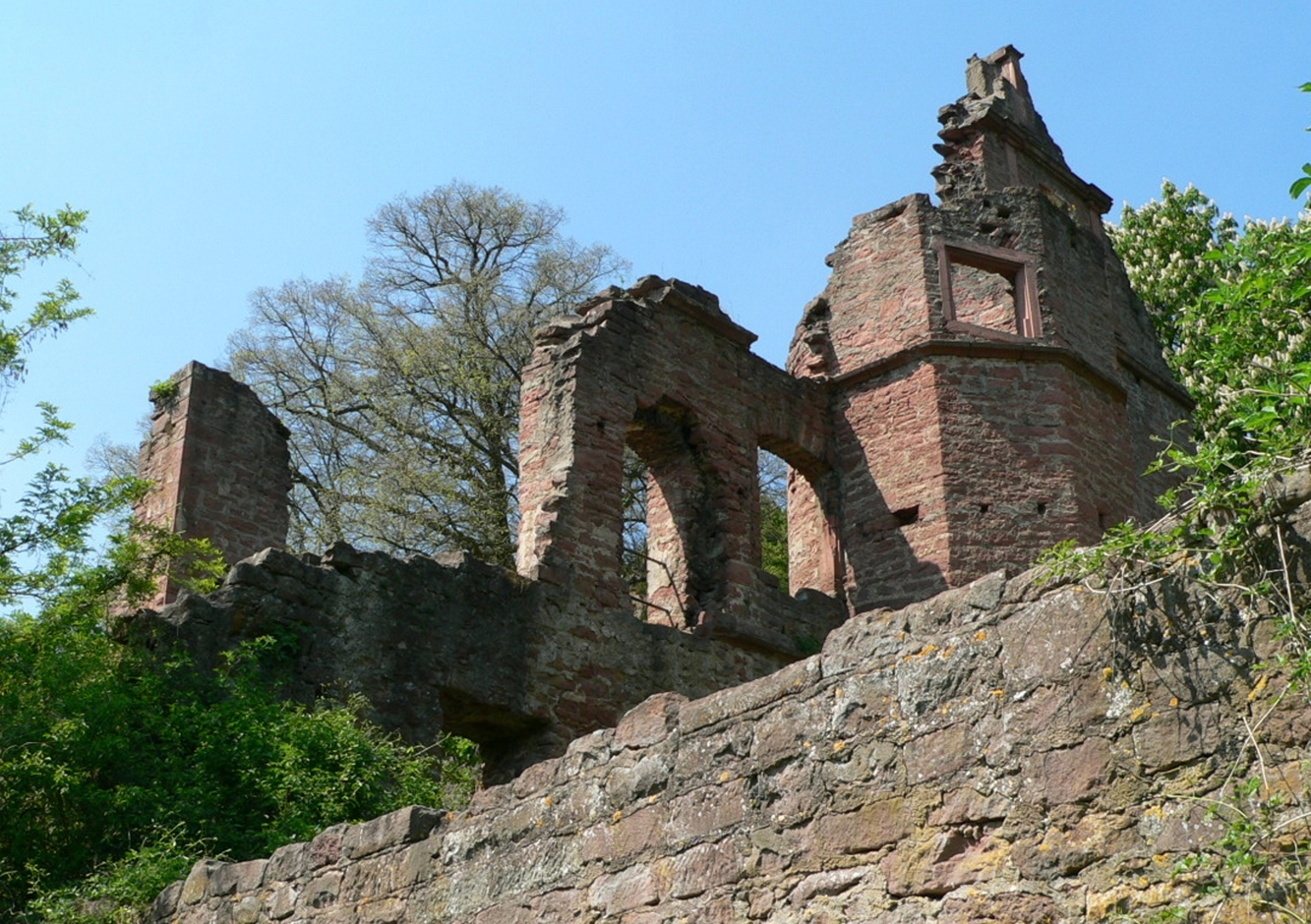
Ruine der Collenburg

Bereits um 1250 erhielt derselbe Wipertus Rüde de Rüdenau die Collenburg vom Deutschen Orden zu Lehen und Erbe. Er erbaute sich auch die Burg Bödigheim und nannte sich zum Zeitpunkt seines Todes 1306 Wipertus von Bödigheim. Wipertus gilt als Stammvater der Rüdt von Bödigheim und der Rüdt von Collenberg. Letztere Bezeichnung setzte sich aber in der Folgezeit als Name für beide Linien durch.
Wipertus Rude de Rudenau (Weiprecht Rüd von Rüdenau) hatte umfangreiche Besitzungen am Main zwischen Miltenberg und Wertheim sowie im Bereich Walldürn, Buchen und Amorbach. 1285 schenkte Weiprecht dem Kloster Amorbach einen Teil des Zehnten von Gönz. Im Gegenzug erlaubten ihm der Abt des Klosters in Bödigheim und der Bischof von Würzburg Berthold II. von Sternberg, die Burg Bödigheim mit Kapelle zu bauen (auf dem Areal des heutigen Schlosses Bödigheim). Diese Erlaubnis wurde von den Beteiligten und einigen Zeugen beurkundet.
Die aus Geldmangel verfallene Bödigheimer Dorfkirche wurde von Weiprecht ebenfalls wieder instand gesetzt. Daneben erwarb er vom Kloster Amorbach einen Fronhof mit Vogtei in Bödigheim, im Tausch gegen Besitzungen in Gönz und Weckbach. Die neu erbaute Burg verfügte über zwei Wohnhäuser für den älteren Eberhard'schen und den jüngeren Weiprecht'schen Zweig der Edelknechte Rüde von Bödigheim. Beide Zweige stellten im 14. und 15. Jahrhundert Mainzer Amtleute und Burgmannen auf der Burg Wildenberg.

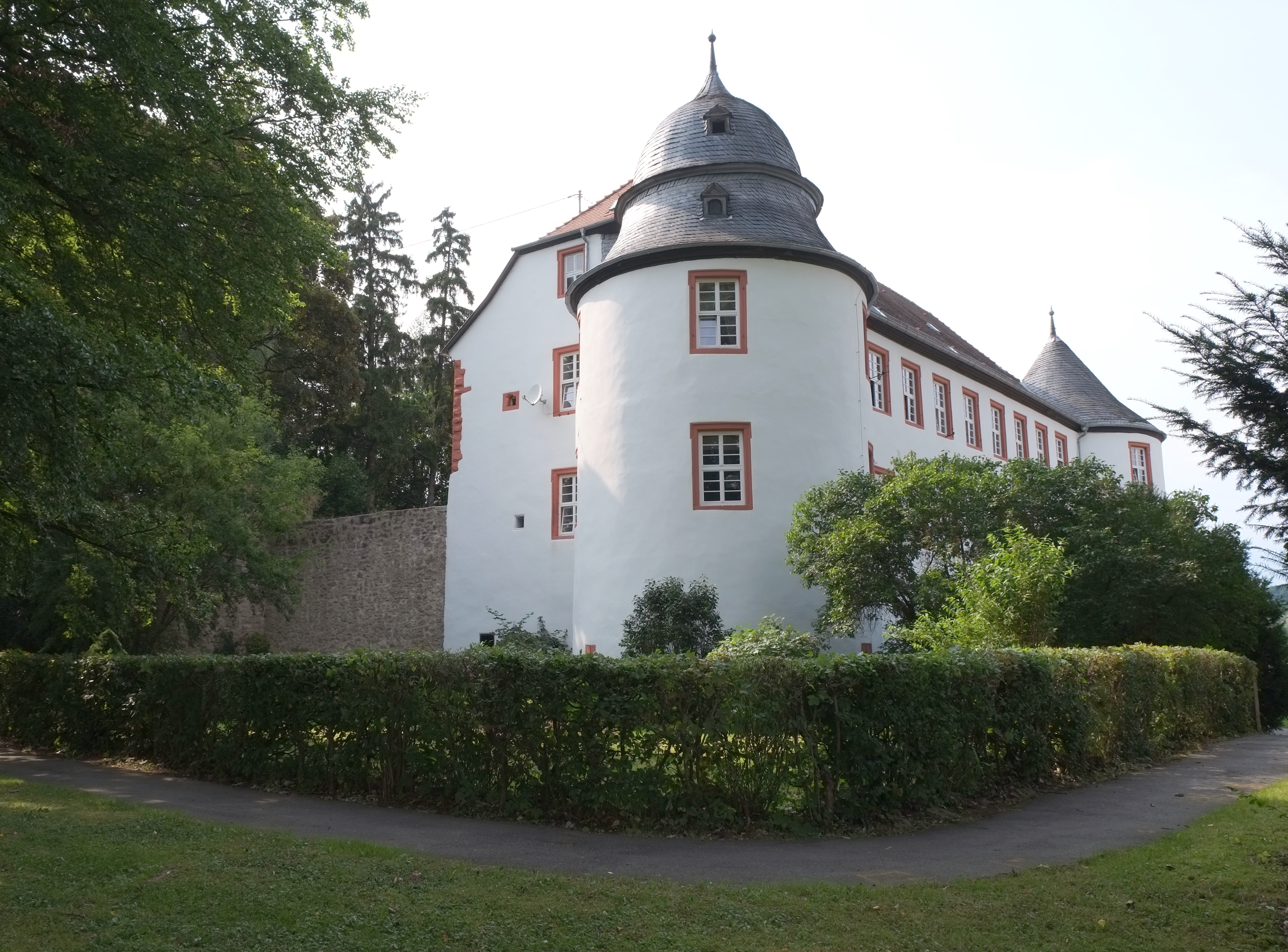
Schloss Eberstadt

1323 erwarb Eberhard Rüdt Lehnsgüter bei Eberstadt vom Kollegiatstift Mosbach. Eberhard Rüdt III., „der Dicke“, errichtete hier vermutlich um 1390 eine Wasserburg auf einem Eichenpfahlrost. Ab 1408 befand sich das Dorf Eberstadt im Alleinbesitz der Rüdt, 1415 wird die Burg urkundlich erstmals erwähnt. Die im Dreißigjährigen Krieg verfallene Burg wurde um 1700 durch Johann Ernst Rüdt von Collenberg zu einem Barockschloss umgebaut. Durch Olga Rüdt von Collenberg (1875–1955), verheiratete von Stockhausen, kam der Besitz an deren Tochter Juliana von Stockhausen, verheiratete Gräfin von Gatterburg.
Der Schwäbische Bund zerstörte 1523 Burg Wachbach, deren Besitzer Franz Rüde als Unterstützer des Hans Thomas von Absberg in Erscheinung getreten war. Der Kriegsberichterstatter Hans Wandereisen hat zum Vorgehen der Strafexpedition des Bundes eine Serie von Holzschnitten angefertigt, siehe dazu Wandereisen-Holzschnitte von 1523.

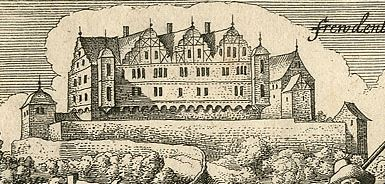
Die Collenburg 1625

Die Linie der Rüdt von Collenberg auf der Collenburg erwarb 1450 das Allod Fechenbach und Reistenhausen hinzu und wandelte es zum ritterschaftlichen Besitz, für den ihnen die Reichsunmittelbarkeit 1541 bestätigt wurde. Neuer Lehnsherr der Collenburg wurde anstelle des Deutschen Ordens um 1500 das Erzstift Mainz. Die auf der Collenburg ansässige Linie starb jedoch 1635 im Mannesstamm aus. und das Erzstift zog das Lehen ein.

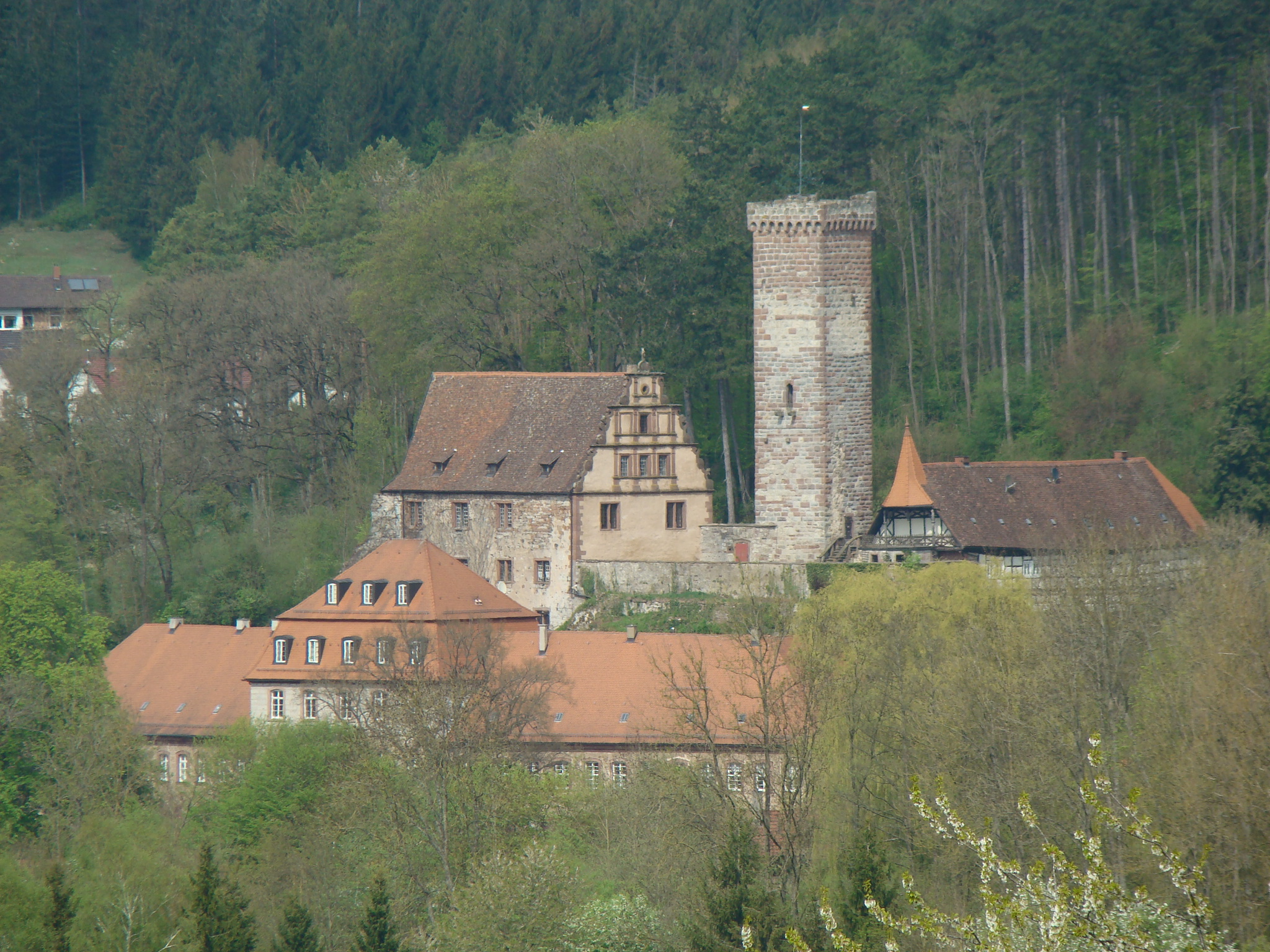
Burg und Schloss Bödigheim

Die Linien der niederadeligen Rüden spalteten sich in konfessionellen Fragen auf. Während der kurmainzische Hofmeister Eberhard Rüd von Collenberg († 1567) ein Parteigänger der reformkatholischen Fraktion am Mainzer Hof war, wandten sich seine Mündel Georg Christoph († 1587) und Stephan Rüd von Bödigheim († 1593) der evangelischen Bewegung zu. An Trinitatis 1586 ließ sich Joan Rudt, Sohn des Joan Ruden aus dem katholischen Buchen, in dem die ritteradeligen Rüden einen Adelssitz hatten, in Tübingen nach lutherischem Brauch vermählen.

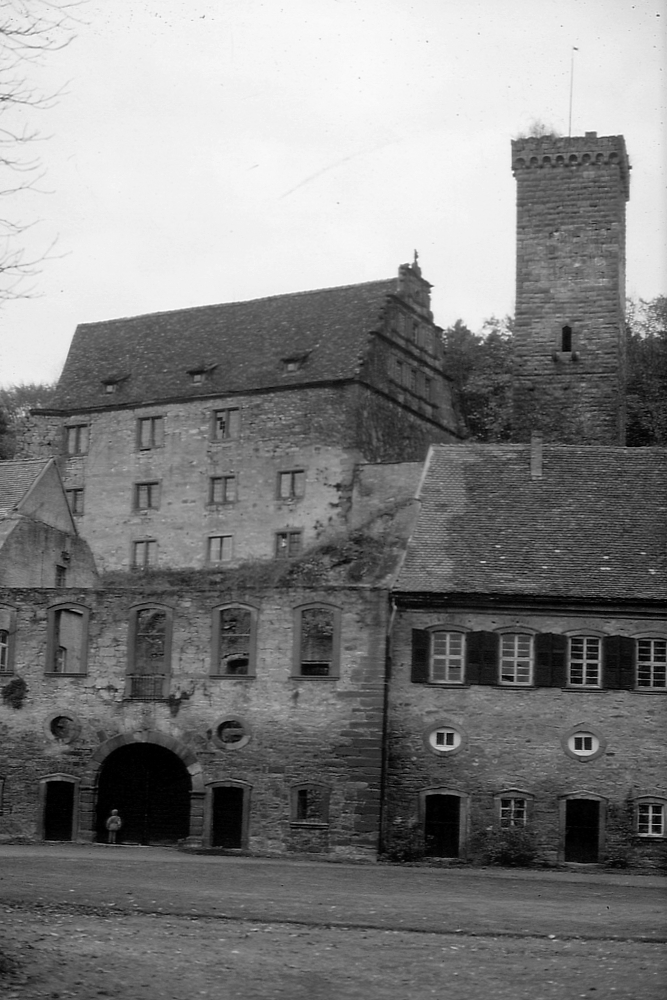
Burg Bödigheim

1595 ist ein Ausbau der Burg Bödigheim um eine Scheune im Vorhof durch Hans Rüdt bekannt. Drei Jahre später ergänzte er die Burg um ein weiteres Wohnhaus. Hans verstarb 1601 mit 36 Jahren an einer Verwundung. Sein Sohn Wolf Albrecht musste während des Dreißigjährigen Krieges nach Frankfurt flüchten. Nach seiner Rückkehr fand er seine Burg samt Vorhof ausgeplündert und größtenteils zerstört vor. Bei einem Besuch in Adelsheim 1644 verstarb er und wurde dort auch beigesetzt. Sein erst vierjähriger und einziger Sohn Johann Ernst wurde von seiner Mutter Ann Maria, geborene von der Haydt, zum Grafen nach Wertheim geschickt, den er nach Holland begleitete, während die Mutter die Besitzungen mit Geschick verwaltete.
Nach beendetem Studium kehrte Johann Ernst 1662 zurück und übernahm mit 22 Jahren die Verwaltung und den Wiederaufbau seiner Besitzungen. Er ist der Stammvater aller heute lebenden Rüden und konnte trotz der schwierigen Verhältnisse seinen Besitz noch erweitern. Später wurde er Ritterhauptmann des Ritterkantons Odenwald. Mit seiner Frau Anna Christine, geborene von Adelsheim, hatte er 13 Kinder. Allerdings erreichten nur zwei Söhne und zwei Töchter das Erwachsenenalter. Zwei weitere Töchter ertranken während einer Reise nach Adelsheim in den Fluten der durch starke Regenfälle angeschwollenen Seckach und wurden in Adelsheim beigesetzt. Sein ältester Sohn, Wolf Ernst, übernahm 1712 die Geschäfte.
Ab 1722 wurde unterhalb der alten Burg eine barocke Schlossanlage mit Park errichtet. Seit 1286 befindet sich Bödigheim bis heute im Besitz der Freiherrlichen Familie Rüdt von Collenberg; eine Gesellschaft bürgerlichen Rechts verwaltet die Anlage. In den 1990er Jahren wurden umfangreiche Instandsetzungen unternommen und Wohnungen in die beiden Schlösser eingebaut. Der Burgbereich wurde in den Jahren 2003 bis 2005 zu Wohnzwecken umgestaltet.

## Wappen
Das Wappen eines Geschlechts beweist dessen Adel.
Das frühe Wappen der Ritter Dietherus dictus Rude de Amorbach und Wipertus senior dictus Rude de Rudenau zeigte im Schild einen Querbalken auf Gitterwerk mit Kreuzen.
Seit 1306 wird im roten Schild Kopf samt Hals eines weißen oder silbernen Rüden, daher eines Hatzhundes, wie er zur Jagd auf Schwarzwild gebraucht wurde, behalsbandet mit schwarzem Stachelhalsband geführt. Auf dem Helm mit rot-silbernen Decken das Schildbild. Jedoch kommen spätmittelalterliche Wappendarstellungen vor, die den Rüdenrumpf ohne Halsband zeigen. So auf der Grabplatte des Mainzer Domherrn Joannes Rüd von Collenberg († 1396).

## Bekannte Familienmitglieder
- Konrad Rüdt von Collenberg (1379–1382), hochedler freier Reichsritter in Miltenberg hat in dieser Zeit das Amt des Deutschmeisters (zweithöchster Rang) im Deutschen Orden inne.
- Albert Rüd, Kammersekretär und „Schreibfeder“ Winterkönigs von Böhmen, Friedrich V. von der Pfalz
- Ludwig Rüdt von Collenberg-Bödigheim (1799–1885), deutscher Jurist und Politiker
- Karl Rüdt von Collenberg-Bödigheim (1813–1891), deutscher Jurist und Politiker
- Rudolf Rüdt von Collenberg-Eberstadt (1836–1900), deutscher Jurist und Landeskommissär
- Mathilde Rüdt von Collenberg-Eberstadt (1846–1921), Aktivistin der deutschen Frauenbewegung und Begründerin der altkatholischen Frauenbewegung[32]
- Albrecht Rüdt von Collenberg-Bödigheim (1845–1909), badischer Richter und Politiker
- Alexander Rüdt von Collenberg (1849–1911), deutscher Generalmajor
- Heinrich Rüdt von Collenberg (1875–1954), deutscher Diplomat
- Kurt Rüdt von Collenberg (1882–1968), deutscher Generalleutnant
- Ludwig Rüdt von Collenberg (1889–1975), deutscher Generalmajor, als Oberst i. G. Chef der Heeresbüchereien
- Hasso Rüdt von Collenberg (1932–1968), deutscher Diplomat